# Aamer Rahman
Aamer Rahman (geboren 17. Oktober 1982 in Saudi-Arabien) ist ein australischer Stand-up-Comedian und Aktivist. Gemeinsam mit Nazeem Hussein bildet er das antirassistische Komikerduo Fear of a Brown Planet.

## Leben
Rahmans Eltern sind aus Bangladesch, zogen nach ihrer Heirat aber in den Nahen Osten. Rahman kam in Saudi-Arabien zur Welt, wo er die ersten Jahre seiner Kindheit verbrachte. Als er sechs Jahre alt war, zog die Familie nach Australien. Vier Jahre später zog die Familie erneut um, diesmal in den Oman. Im Alter von dreizehn Jahren war Rahman wieder in Australien, wo er seither lebt. Rahman wuchs in Melbourne auf.
Er studierte Rechtswissenschaften an der Monash University und machte darin seinen Abschluss.
Rahman engagierte sich für die Rechte von Flüchtlingen und gegen Rassismus. 2004 traf er Nazeem Hussein bei der Verleihung eines muslimischen Preises für sein Engagement. Die beiden wurden Freunde und wurden gemeinsam aktiv in der Jugendarbeit. 2007 traten die beiden erstmals gemeinsam als Komikerduo auf. Rahman gelangte ins Finale des landesweiten Raw-Comedy-Wettbewerbs. Mit ihrer ersten gemeinsamen Stand-up-Comedy-Show Fear of a Brown Planet spielten sie ab 2007 vor ausverkauftem Publikum in unterschiedlichen Teilen Australiens, erstmals auf dem Melbourne Fringe Festival. Auf dem Melbourne International Comedy Festival wurden die beiden 2008 als beste Newcomer ausgezeichnet. 2010 folgte die Folgeshow Fear of a Brown Planet Returns, die im Folgejahr auch auf DVD veröffentlicht wurde. 2011 folgte Fear of a Brown Planet Attacks. Letztere führten sie auch auf dem Edinburgh Festival Fringe auf. Eine Tour durch Großbritannien 2012 war ausverkauft.
Im April 2013 trat Rahman erstmals solo auf. Er führte seine Show The Truth Hurts auf dem Melbourne Comedy Festival auf. Seitdem folgten weitere Soloauftritte in Australien, den Vereinigten Staaten und Großbritannien sowie zahlreiche Auftritte gemeinsam mit Hussein. The Guardian nannte die Aufführung von The Truth Hurts in London eine der zehn besten Comedyshows in Großbritannien 2014. Ein Auszug aus Fear of a Brown Planet, in dem Rahman sich über „umgekehrten Rassismus“ von Weißen auf People of Colour lustig macht, wurde 2013 auf YouTube viral. Rahman schreibt und schauspielert im australischen Fernsehen. Unter anderem schrieb er 2012 Drehbücher für die erste Staffel der Comedy-Serie Balls of Steel Australia.
Rahman gibt an, aufgrund der kontroversen politischen Inhalte seiner Comedyshows mehrfach Morddrohungen über das Internet zu erhalten. Rahman engagiert sich weiterhin für die Rechte von Flüchtlingen. Er ist seit ihrer Gründung 2009 aktiv in der Organisation RISE: Refugees, Survivors and Ex-Detainees, die von (ehemaligen) Flüchtlingen betrieben wird.